# Первая партийная система
Первая партийная система (англ. First Party System) — политическая партийная система в Соединённых Штатах, которая просуществовала с 1792 года по 1824. В этот период две партии боролись за власть в штатах, в Конгрессе и за пост президента. Это были партия федералистов, созданная Александром Гамильтоном, и Демократическо-республиканская партия, созданная Томасом Джефферсоном и Джеймсом Мэдисоном. Последнюю обычно называли Республиканской партией, и она не имеет отношения к современной республиканской партии.
Федералисты доминировали в политике до 1800 года, после чего власть перешла к республиканцам. Обе партии начали соперничество в Конгрессе, но затем стали искать сторонников в штатах. Федералистов поддерживали в основном коммерсанты и финансисты, а республиканцев поддерживали плантаторы и фермеры. К 1796 году двухпартийная система сложилась в каждом штате.
Федералисты поддерживали экономическую политику государственного казначея Александра Гамильтона, которая подразумевала принятие федеральным центром внешнего долга штатов, введение налогов для обслуживания долга, учреждение национального банка и поощрение банков и мануфактур. Республиканцы, которые выражали отчасти интересы плантаторов Юга, выступали против сильной исполнительной власти, против регулярной армии и флота, настаивали на буквальной трактовке Конституции и были особенно враждебно настроены к экономической программе Гамильтона. Большие расхождения имелись и во внешней политике, где федералисты выступали за политические и экономические связи с Великобританией, а республиканцы выступали за налаживание отношений с Францией и приветствовали Французскую революцию. Джефферсон особенно опасался, что британское влияние повредит американскому республиканизму. С 1793 по 1815 год Великобритания и Франция были в состоянии войны, а США официально декларировали нейтральность. Договор с Великобританией (Договор Джея) 1794 года привёл к обострению конфликта между партиями. Президент Джордж Вашингтон старался быть вне партийных споров, хотя в основном поддерживал федералистов.
Первая партийная система завершилась в 1816 году, когда федералисты полностью утратили влияние,  а республиканцы утратили единство. Началась Эра доброго согласия  (1816—1824). В 1824—1828 году стала формироваться Вторая партийная система: республиканцы раскололись на сторонников Эндрю Джексона и сторонников Генри Клея. Джексонианцы в 1830-х годах сформировали Демократическую партию, а сторонники Клея создали Партию Вигов.

### Статьи
- Brooke, John L. "The Early Republic, 1789–1815." in The Oxford Handbook of American Political History (Oxford University Press, USA, 2020). 45-61.
- Hoadley, John F. "The Emergence of Political Parties in Congress, 1789–1803." American Political Science Review (1980) 74(3): 757–779
- Libby, O. G. "Political Factions in Washington's Administration," NDQ: North Dakota Quarterly (1913) vol 3#3 pp 293–318